# 啮王龙属
啮王龙（属名：Elemgasem，命名自同名特维尔切人神祗）是阿根廷巴塔哥尼亚晚白垩世波特苏埃洛组发现的一属已灭绝短吻龙类阿贝力龙科恐龙，属下仅含单一物种迷雾啮王龙（Elemgasem nubilis）。由于系统发育分析要么将其恢复为坚背龙类的姐妹群，要么将其置于该演化支内的数个位置，因此啮王龙在短吻龙类中的分类地位尚不明确。

## 发现与命名
正模标本MCF-PVPH-380于2002年在阿根廷内乌肯省库特拉尔科以西约20（12英里）处的谢拉－德－波特苏埃洛地（Sierra del Portezuelo locality）发现，由部分中轴骨及四肢材料组成，包含颈椎和尾椎、右股骨、左胫骨、左右腓骨、左距骨－跟骨、跖骨及各种趾骨。
2022年，巴亚诺等人将啮王龙描述为短吻龙类阿贝力龙科新属新种。属名“Elemgasem”取自特维尔切人神祗伊伦加森（Elemgasem），神话称伊伦加森是动物的掌管者，也是南方兔鼠之父，可将他人和自己及栖于山地和天空的一切生物变成石头。种名“nubilus”在拉丁语中意为“雾天”，指发现啮王龙正模标本的考察期间反常的雾天气候。

## 古生态学
啮王龙发现于阿根廷的波特苏埃洛组。该地层发现的已命名分类单元还包括兽脚类恐龙大盗龙、巴塔哥尼亚爪龙、内乌肯盗龙、潘帕斯盗龙和半鸟、蜥脚类恐龙富塔隆柯龙和巴力龙以及神龙翼龙超科的阿根廷翼龙。地层还发现了属于鸟臀目恐龙、今鸟亚纲、海龟及鳄鱼的化石。